# 馬什菲爾德 (紐約州)
馬什菲爾德（英語：Marshfield）是位於美國紐約州伊利縣的非建制地區。

## 歷史
馬什菲爾德的郵局於1851年設立，其後於1893年停運。

## 地理
馬什菲爾德所處的海拔為高於海平面391米（即1283英呎），而該地所採用的時區為UTC-5，即北美东部时区（EST）。同時該地設有夏令時間，為UTC-5調快一小時，即UTC-4（EDT）。